# Nonacosano
El nonacosano es una hidrocarburo de cadena recta con una fórmula molecular  C29H60, y la fórmula estructural CH3(CH2)27CH3. Tiene 1.590.507.121 isómero constitucional.
El nonacosano se genera naturalmente y se ha reportado que es un componente de un feromona de Orgyia leucostigma, y la evidencia sugiere que juega un papel en la comunicación química de varios insectos, incluyendo la hembra Anopheles stephensi (a mosquito).

El nonacosano ha sido identificado dentro de varios aceites esenciales. También puede prepararse sintéticamente.